# Lac Vert (Val-d’Illiez)
Der Lac Vert ist ein kleiner Bergsee in der Schweiz.

## Lage
Der See liegt auf einer Höhe von 1974 Metern in der Region Chablais im Kanton Wallis, auf dem Gebiet der Gemeinde Val-d’Illiez.
Er befindet sich in der Nähe des Passes Col de Chésery an der französisch-schweizerischen Grenze, im Einzugsgebiet der Rhône. Im Nordwesten wird der See vom Pointe de Chésery und im Süden von der Pointe des Mossettes dominiert.
Wenig unterhalb des Sees liegt der Lac de Chésery sowie die Berghütte Refuge de Chésery – Lac Vert.

## Zugang
Man erreicht den See von Morgins kommend über die Alp Tovassière (1689 m) oder vom Val d’Illiez kommend über den Portes de l’Hiver resp. Portes du Soleil.
Von den Bergstationen der beiden Sesselbahnen auf den Pointe des Mossettes ist der See in etwa 30 Minuten erreichbar.